# Лючія Бурбон-Сицилійська
Лючія Бурбон-Сицилійська (італ. Lucia di Borbone-Due Sicilie), повне ім'я Лючія Марія Раньєра; 9 липня 1908 — 3 листопада 2001) — італійська аристократка, принцеса королівства Обох Сицилій, що перестало фактично існувати у 1860 році. Донька титулярного короля Обох Сицилій Фердинанда Пія Бурбон-Сицилійського, який носив титул герцога Калабрії, та баварської принцеси Марії, дружина герцога Генуї Еудженіо Савойського.

## Біографія
Лючія народилась у 9 липня 1908 у Мюнхені, через 3 дні після 36-го дня народження матері. Її батьками були герцог Калабрії Фердинанд Пій Бурбон-Сицилійський та його дружина Марія Баварська. Дівчинка мала старших сестер Антонієтту, Марію Крістіну та Барбару і брата Руджеро. Згодом з'явилась молодша сестра Уррака.
Баварією в цей час фактично правив їхній прадід Луїтпольд. Після того, як у 1913 він помер, на престол офіційно зійшов їхній дід під іменем Людвіга III.
У віці 30 років Лючія пошлюбилася із 32-річним Еудженіо Савойським, що носив титул герцога Анкони. Весілля відбулося 29 жовтня 1838 у палаці Німфенбург у Мюнхені. У подружжя народилася єдина донька, Марія Ізабелла (нар.1943) — дружина Альберто Фріолі, сина графа ді Реццано, народила четверо дітей.
Під час референдуму в Італії 1946 року щодо державного устрою, більшість населення висловилася за створення республіки, Еудженіо з родиною після цього емігрував до Бразилії, де вони займалися фермерським господарством.В 1990 році він успадкував від свого бездітного брата Філіберто титул герцога Генуї.
Чоловік пішов з життя 1996. Лючія пережила його на п'ять років і померла 3 листопада 2001 в Сан-Паулу.
В 2006 році їхній прах було перенесено до базиліки Суперга поблизу Турина.